# Martim (Barcelos)
Martim è una freguesia (frazione) del concelho (comune) di Barcelos in Portogallo, compresa nel distretto di Braga.

## Storia
La cittadina è il luogo di nascita di Lourenço de Almeida, esploratore del XV secolo.